# Simple Twist of Fate
Simple Twist of Fate ist ein Rocksong von Bob Dylan, der erstmals 1975 auf seinem 15. Album Blood on the Tracks erschienen ist.
Später wurden außerdem zwei Live-Versionen des Songs veröffentlicht. Die erste Aufnahme, erschienen auf The Bootleg Series Vol. 5: Live 1975, stammt aus einem Konzert der Rolling Thunder Revue am 20. November 1975 in Cambridge (Massachusetts), die zweite aus einem Konzert am 28. Februar 1978 in Tokio: At Budokan. 

## Entstehung
Die auf Blood on the Tracks veröffentlichte Version des Songs wurde aufgenommen am 19. September 1974 in den A & R Studios in New York. Dylan wurde dabei begleitet von Tony Brown am Bass. Eine frühere Fassung, ebenfalls aus den September-Sessions in New York, findet sich auf The Bootleg Series Vol. 14: More Blood, More Tracks.

## Coverversionen
Das Lied wurde von Joan Baez auf ihrem Album Diamonds & Rust aus dem Jahr 1975 erstmals gecovert und seitdem von einer Vielzahl von Künstlern neu interpretiert, darunter die Jerry Garcia Band auf ihrem Live-Album Jerry Garcia Band (1991) und auf Run for the Roses (1982), Concrete Blonde auf ihrer 1994er Ausgabe von Still in Hollywood, Sean Costello auf seinem gleichnamigen Album von 2005, The Format auf Listen to Bob Dylan: A Tribute (2005), Bryan Ferry auf Dylanesque (2007), Jeff Tweedy (mit alternativem Text nach einer Dylan-Liveaufnahme) auf dem Soundtrack des Films I’m Not There (2007), Stephen Fretwell auf Man on the Roof (2007) als Bonustrack und Sarah Jarosz auf Build Me Up from Bones (2013). Diana Krall interpretierte den Song auf dem 2012er Spenden-Tribut an Bob Dylan Chimes of Freedom: Songs of Bob Dylan Honoring 50 Years of Amnesty International. Eine Version mit deutschem Text wurde von dem österreichischen Künstler Der Nino aus Wien auf der EP "Adria" (2016) unter dem Titel Der Mai ist vorbei veröffentlicht.